# Caumont (Tarn-et-Garonne)
Pour les articles homonymes, voir Caumont.
Caumont est une commune française située dans l'ouest du département de Tarn-et-Garonne, en région Occitanie.
Sur le plan historique et culturel, la commune est dans la Lomagne, une ancienne circonscription de la province de Gascogne ayant titre de vicomté, surnommée « Toscane française ».
Exposée à un climat océanique altéré, elle est drainée par la Sère, le Rieutord, le Bourdon, le ruisseau du Gat et par divers autres petits cours d'eau.
Caumont est une commune rurale qui compte 346 habitants en 2022, après avoir connu un pic de population de 833 habitants en 1846.  Ses habitants sont appelés les Caumontois ou  Caumontoises.

## Géographie

### Localisation
Situé sur les coteaux de la rive gauche de la Garonne, le village de Caumont se trouve à 6 km au sud de Saint-Nicolas-de-la-Grave et à 10 km à l'ouest de Castelsarrasin.

### Communes limitrophes
Les communes limitrophes sont  Angeville, Asques, Castelmayran, Le Pin, Saint-Arroumex et Saint-Nicolas-de-la-Grave.
| Le Pin | Saint-Nicolas-de-la-Grave |              |
| Asques | Caumont                   | Castelmayran |
|        | Saint-Arroumex            | Angeville    |

### Hydrographie

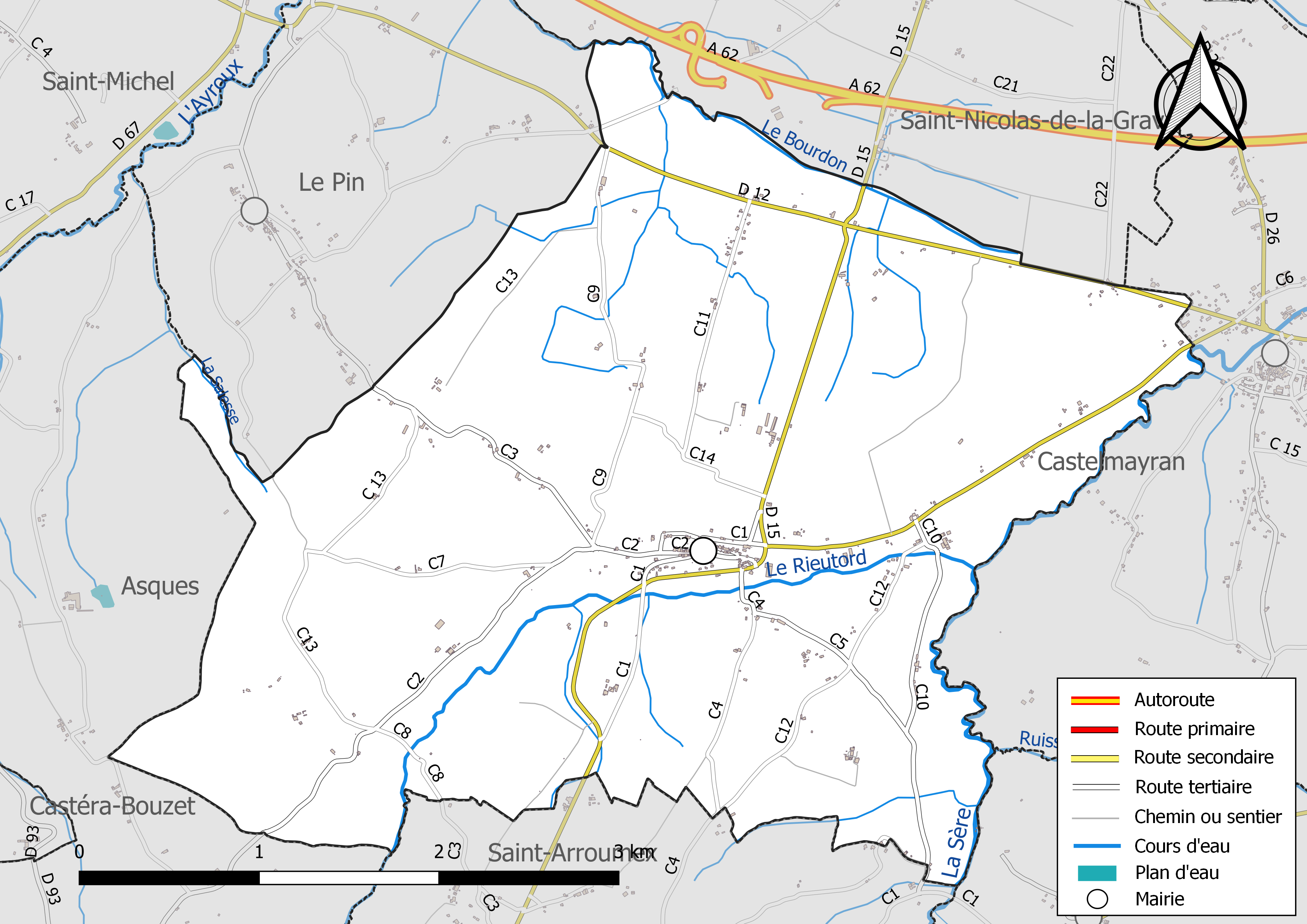
Réseaux hydrographique et routier de Caumont.

La commune est dans le bassin versant de la Garonne, au sein du bassin hydrographique Adour-Garonne. Elle est drainée par la Sère, le Rieutord, le Bourdon, le ruisseau du Gat, la Salesse et par divers petits cours d'eau, constituant un réseau hydrographique de 21 km de longueur totale,.
La Sère, d'une longueur totale de 31,8 km, prend sa source dans la commune de Castéron et s'écoule du sud-ouest vers le nord-ouest. Elle traverse la commune et se jette dans la Garonne à Castelsarrasin, après avoir traversé 15 communes.
Le Rieutord, d'une longueur totale de 11,6 km, prend sa source dans la commune de Lavit et s'écoule du sud-ouest vers le nord-ouest. Il traverse la commune et se jette dans la Sère à Castelmayran, après avoir traversé 5 communes.

### Climat
Pour des articles plus généraux, voir Climat de l'Occitanie et Climat de Tarn-et-Garonne.
En 2010, le climat de la commune est de type climat du Bassin du Sud-Ouest, selon une étude du Centre national de la recherche scientifique s'appuyant sur une série de données couvrant la période 1971-2000. En 2020, Météo-France publie une typologie des climats de la France métropolitaine dans laquelle la commune est exposée à un climat océanique altéré et est dans la région climatique Aquitaine, Gascogne, caractérisée par une pluviométrie abondante au printemps, modérée en automne, un faible ensoleillement au printemps, un été chaud (19,5 °C), des vents faibles, des brouillards fréquents en automne et en hiver et des orages fréquents en été (15 à 20 jours).
Pour la période 1971-2000, la température annuelle moyenne est de 12,6 °C, avec une amplitude thermique annuelle de 15,6 °C. Le cumul annuel moyen de précipitations est de 746 mm, avec 9,8 jours de précipitations en janvier et 6,1 jours en juillet. Pour la période 1991-2020, la température moyenne annuelle observée sur la station météorologique de Météo-France la plus proche, « Castelsarrasin », sur la commune de Castelsarrasin à 9 km à vol d'oiseau, est de 13,6 °C et le cumul annuel moyen de précipitations est de 698,6 mm. 
La température maximale relevée sur cette station est de 43,1 °C, atteinte le 24 août 2023 ; la température minimale est de −13,8 °C, atteinte le 9 février 2012,,.
Les paramètres climatiques de la commune ont été estimés pour le milieu du siècle (2041-2070) selon différents scénarios d'émission de gaz à effet de serre à partir des nouvelles projections climatiques de référence DRIAS-2020. Ils sont consultables sur un site dédié publié par Météo-France en novembre 2022.

### Milieux naturels et biodiversité
Aucun espace naturel présentant un intérêt patrimonial n'est recensé sur la commune dans l'inventaire national du patrimoine naturel,,.

## Urbanisme

### Typologie
Au 1er janvier 2024, Caumont est catégorisée commune rurale à habitat très dispersé, selon la nouvelle grille communale de densité à sept niveaux définie par l'Insee en 2022.
Elle est située hors unité urbaine et hors attraction des villes,.

### Occupation des sols
L'occupation des sols de la commune, telle qu'elle ressort de la base de données européenne d’occupation biophysique des sols Corine Land Cover (CLC), est marquée par l'importance des territoires agricoles (93,7 % en 2018), en diminution par rapport à 1990 (95,8 %). La répartition détaillée en 2018 est la suivante : 
terres arables (80,6 %), zones agricoles hétérogènes (9,1 %), forêts (4,1 %), cultures permanentes (4 %), zones urbanisées (2,1 %). L'évolution de l’occupation des sols de la commune et de ses infrastructures peut être observée sur les différentes représentations cartographiques du territoire : la carte de Cassini (XVIIIe siècle), la carte d'état-major (1820-1866) et les cartes ou photos aériennes de l'IGN pour la période actuelle (1950 à aujourd'hui).

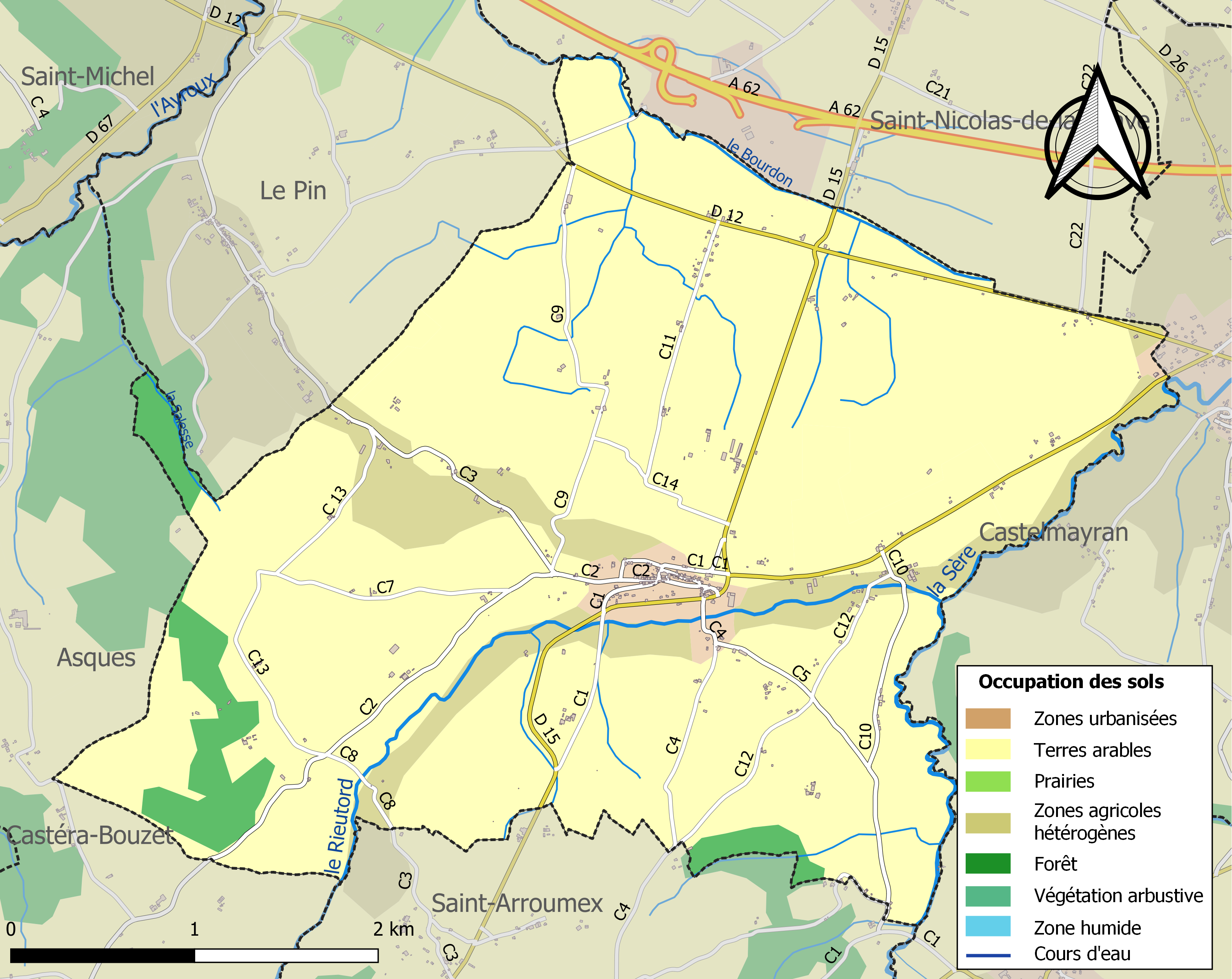
Carte des infrastructures et de l'occupation des sols de la commune en 2018 (CLC).

### Risques majeurs
Le territoire de la commune de Caumont est vulnérable à différents aléas naturels : météorologiques (tempête, orage, neige, grand froid, canicule ou sécheresse), inondations, mouvements de terrains et séisme (sismicité très faible). Il est également exposé à un risque technologique,  le transport de matières dangereuses. Un site publié par le BRGM permet d'évaluer simplement et rapidement les risques d'un bien localisé soit par son adresse soit par le numéro de sa parcelle.

#### Risques naturels
Certaines parties du territoire communal sont susceptibles d’être affectées par le risque d’inondation par débordement de cours d'eau, notamment la Sère et le Rieutord. La cartographie des zones inondables en ex-Midi-Pyrénées réalisée dans le cadre du XIe Contrat de plan État-région, visant à informer les citoyens et les décideurs sur le risque d’inondation, est accessible sur le site de la DREAL Occitanie. La commune a été reconnue en état de catastrophe naturelle au titre des dommages causés par les inondations et coulées de boue survenues en 1982, 1993, 1999 et 2007,.
Caumont est exposée au risque de feu de forêt. Le département de Tarn-et-Garonne présentant toutefois globalement un niveau d’aléa moyen à faible très localisé, aucun Plan départemental de protection des forêts contre les risques d’incendie de forêt (PFCIF) n'a été élaboré. Le débroussaillement aux abords des maisons constitue l’une des meilleures protections pour les particuliers contre le feu,.

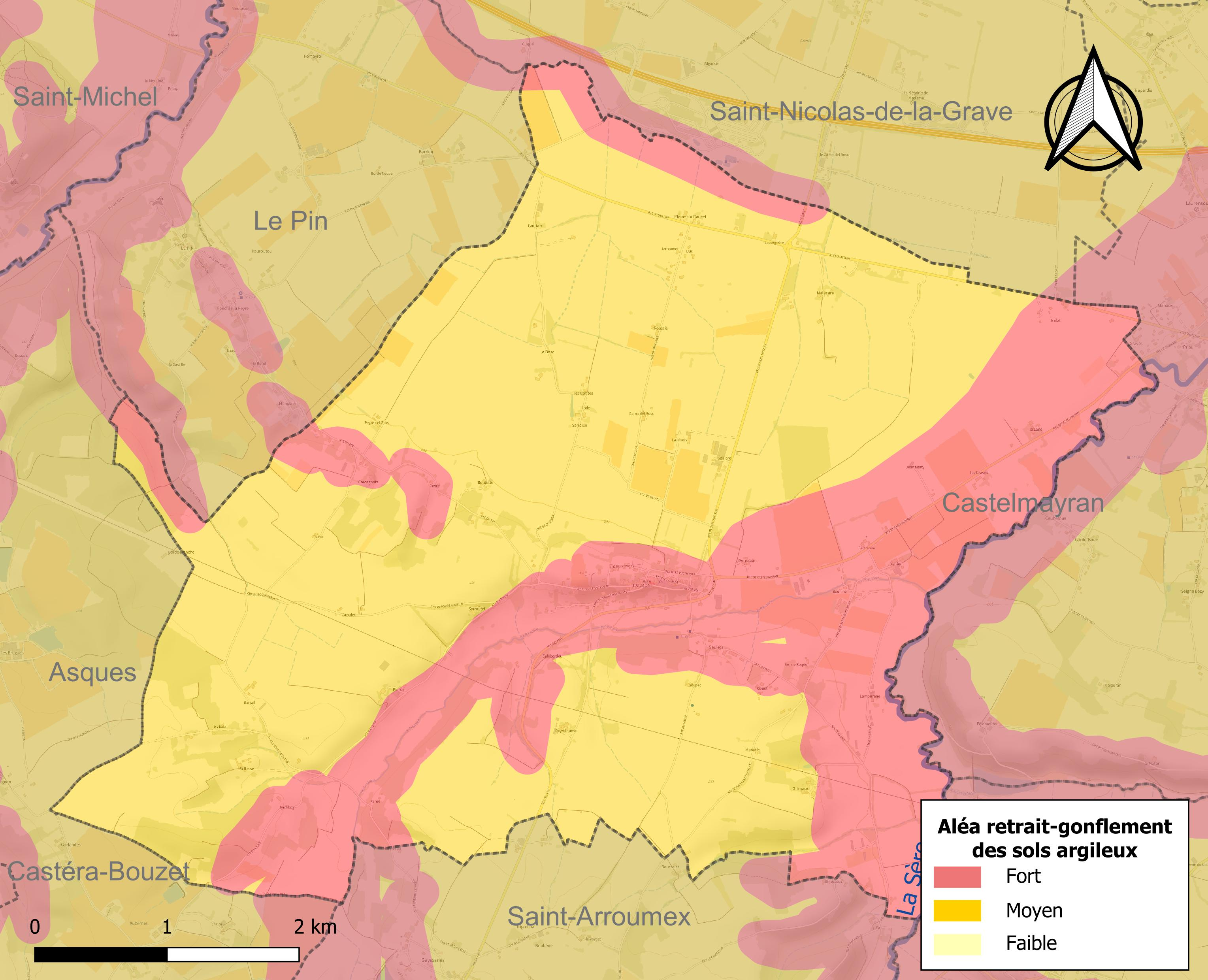
Carte des zones d'aléa retrait-gonflement des sols argileux de Caumont.

Les mouvements de terrains susceptibles de se produire sur la commune sont des tassements différentiels.
Le retrait-gonflement des sols argileux est susceptible d'engendrer des dommages importants aux bâtiments en cas d’alternance de périodes de sécheresse et de pluie. La totalité de la commune est en aléa moyen ou fort (92 % au niveau départemental et 48,5 % au niveau national). Sur les 166 bâtiments dénombrés sur la commune en 2019, 166 sont en aléa moyen ou fort, soit 100 %, à comparer aux 96 % au niveau départemental et 54 % au niveau national. Une cartographie de l'exposition du territoire national au retrait gonflement des sols argileux est disponible sur le site du BRGM,.
Par ailleurs, afin de mieux appréhender le risque d’affaissement de terrain, l'inventaire national des cavités souterraines permet de localiser celles situées sur la commune.
Concernant les mouvements de terrains, la commune a été reconnue en état de catastrophe naturelle au titre des dommages causés par la sécheresse en 1989, 1991, 1992, 1998, 2003, 2008, 2011 et 2017 et par des mouvements de terrain en 1999.

#### Risques technologiques
Le risque de transport de matières dangereuses sur la commune est lié à sa traversée par des infrastructures routières ou ferroviaires importantes ou la présence d'une canalisation de transport d'hydrocarbures. Un accident se produisant sur de telles infrastructures est susceptible d’avoir des effets graves sur les biens, les personnes ou l'environnement, selon la nature du matériau transporté. Des dispositions d’urbanisme peuvent être préconisées en conséquence.

## Politique et administration
| Période                                  | Période  | Identité          | Étiquette | Qualité      |
| ---------------------------------------- | -------- | ----------------- | --------- | ------------ |
| mars 2001                                | 2008     | Claude Lafourcade | PRG       |              |
| mars 2008                                | En cours | Monique Delzers   | PRG       | Agricultrice |
| Les données manquantes sont à compléter. |          |                   |           |              |

## Démographie
L'évolution du nombre d'habitants est connue à travers les recensements de la population effectués dans la commune depuis 1793. Pour les communes de moins de 10 000 habitants, une enquête de recensement portant sur toute la population est réalisée tous les cinq ans, les populations de référence des années intermédiaires étant quant à elles estimées par interpolation ou extrapolation. Pour la commune, le premier recensement exhaustif entrant dans le cadre du nouveau dispositif a été réalisé en 2005.

En 2022, la commune comptait 346 habitants, en évolution de +6,79 % par rapport à 2016 (Tarn-et-Garonne : +3,12 %, France hors Mayotte : +2,11 %).
| 1793 | 1800 | 1806 | 1821 | 1831 | 1836 | 1841 | 1846 | 1851 |
| ---- | ---- | ---- | ---- | ---- | ---- | ---- | ---- | ---- |
| 730  | 696  | 777  | 765  | 780  | 816  | 807  | 833  | 743  |

| 1856 | 1861 | 1866 | 1872 | 1876 | 1881 | 1886 | 1891 | 1896 |
| ---- | ---- | ---- | ---- | ---- | ---- | ---- | ---- | ---- |
| 724  | 718  | 727  | 703  | 653  | 639  | 608  | 590  | 599  |

| 1901 | 1906 | 1911 | 1921 | 1926 | 1931 | 1936 | 1946 | 1954 |
| ---- | ---- | ---- | ---- | ---- | ---- | ---- | ---- | ---- |
| 576  | 556  | 514  | 389  | 401  | 389  | 371  | 345  | 366  |

| 1962 | 1968 | 1975 | 1982 | 1990 | 1999 | 2005 | 2006 | 2010 |
| ---- | ---- | ---- | ---- | ---- | ---- | ---- | ---- | ---- |
| 342  | 329  | 296  | 318  | 262  | 263  | 302  | 300  | 321  |

| 2015 | 2020 | 2022 | - | - | - | - | - | - |
| ---- | ---- | ---- | - | - | - | - | - | - |
| 327  | 344  | 346  | - | - | - | - | - | - |

## Économie

### Revenus
En 2018, la commune compte 137 ménages fiscaux, regroupant 321 personnes. La médiane du revenu disponible par unité de consommation est de 19 890 € (20 140 € dans le département).

### Emploi
|                | 2008  | 2013   | 2018   |
| -------------- | ----- | ------ | ------ |
| Commune        | 7,5 % | 12,5 % | 7,4 %  |
| Département    | 8,4 % | 10,2 % | 10,3 % |
| France entière | 8,3 % | 10 %   | 10 %   |

En 2018, la population âgée de 15 à 64 ans s'élève à 192 personnes, parmi lesquelles on compte 77,7 % d'actifs (70,3 % ayant un emploi et 7,4 % de chômeurs) et 22,3 % d'inactifs,. Depuis 2008, le taux de chômage communal (au sens du recensement) des 15-64 ans est inférieur à celui de la France et du département.
La commune est hors attraction des villes,. Elle compte 51 emplois en 2018, contre 61 en 2013 et 64 en 2008. Le nombre d'actifs ayant un emploi résidant dans la commune est de 139, soit un indicateur de concentration d'emploi de 36,4 % et un taux d'activité parmi les 15 ans ou plus de 56,7 %.
Sur ces 139 actifs de 15 ans ou plus ayant un emploi, 31 travaillent dans la commune, soit 23 % des habitants. Pour se rendre au travail, 89,7 % des habitants utilisent un véhicule personnel ou de fonction à quatre roues, 2,1 % s'y rendent en deux-roues, à vélo ou à pied et 8,2 % n'ont pas besoin de transport (travail au domicile).

### Activités hors agriculture
19 établissements sont implantés  à Caumont au 31 décembre 2019.
Le secteur du commerce de gros et de détail, des transports, de l'hébergement et de la restauration est prépondérant sur la commune puisqu'il représente 42,1 % du nombre total d'établissements de la commune (8 sur les 19 entreprises implantées  à Caumont), contre 29,7 % au niveau départemental.

### Agriculture
La commune est dans la Lomagne, une petite région agricole située dans le sud-ouest du département de Tarn-et-Garonne. En 2020, l'orientation technico-économique de l'agriculture  sur la commune est la polyculture et/ou le polyélevage. 
|               | 1988  | 2000  | 2010  | 2020  |
| ------------- | ----- | ----- | ----- | ----- |
| Exploitations | 47    | 33    | 22    | 19    |
| SAU (ha)      | 1 118 | 1 114 | 1 102 | 1 076 |

Le nombre d'exploitations agricoles en activité et ayant leur siège dans la commune est passé de 47 lors du recensement agricole de 1988  à 33 en 2000 puis à 22 en 2010 et enfin à 19 en 2020, soit une baisse de 60 % en 32 ans. Le même mouvement est observé à l'échelle du département qui a perdu pendant cette période 57 % de ses exploitations,. La surface agricole utilisée sur la commune a également diminué, passant de 1 118 ha en 1988 à 1 076 ha en 2020. Parallèlement la surface agricole utilisée moyenne par exploitation a augmenté, passant de 24 à 57 ha.

## Culture locale et patrimoine

### Lieux et monuments
- Église paroissiale Saint-Laurent, du début du XVIe siècle, le portail sud datant du XIVe. La partie occidentale, dont le clocher, a été refaite à la fin du XIXe siècle. L'édifice est référencé dans la base Mérimée et à l'Inventaire général Région Occitanie[35]. Plusieurs objets sont référencés dans la base Palissy[35].
Dans cette église, outre le retable qui date du XVIIIe siècle, des statues et plusieurs objets classés (encensoir, croix, chandeliers, etc.), se trouve un bénitier creusé dans un chapiteau de pierre datant du XIe siècle.
- Plusieurs pigeonniers sont répertoriés sur cette commune, aux lieux-dits Goutard (XVIIIe siècle), Bertranou (XVIIIe siècle), Sarroutet (1765), et à Rousseau (1811) dans une ferme qui date  de 1722. Four à pain datant du XIXe siècle au Bosc.

### Personnalités liées à la commune
- François Marie Cyprien Teullé[36], né le 13 septembre 1769 à Caumont, mort le 20 novembre 1848 à Caumont.
Après sa participation aux guerres napoléoniennes, il devint maire de Caumont, conseiller général du canton et vice-président du conseil d'arrondissement de Castelsarrasin.
- Antoine de Lamothe-Cadillac.

## Pour approfondir